# Españolahärmtrast
Españolahärmtrast (Mimus macdonaldi) är en fågel i familjen härmtrastar inom ordningen tättingar. Den förekommer enbart på en enda ö i Galápagosöarna.

## Utseende och läten
Españolahärmtrasten är en stor (28 cm) och brun tätting med lång och mörk, avsmalnad stjärt. Även näbben är lång och bågfårmad. Ovansidan är gråbrun, undersidan gråvit med ett otydligt band över bröstet. Ögonen är gula och omges av en mörkfläck. Sången är lång och melodisk, lätet gällt.

## Utbredning och systematik
Fågeln förekommer enbart på ön Española i Galápagosöarna. Härmtrastarna på Galápagosöarna placerades tidigare i det egna släktet Nesomimus men DNA-studier visar att de är inbäddade i Mimus och förs numera allmänt dit.

## Status
Españolahärmtrasten har ett mycket begränsat utbredningsområde och ett bestånd som endast uppgår till 600–1700 vuxna individer. Det gör den sårbar för yttre förändringar, i synnerhet stormar eller införsel av invasiva arter. Den är därför upptagen på internationella naturvårdsunionen IUCN:s rödlista för hotade arter, kategoriserad just som sårbar.

## Namn
Fågelns vetenskapliga artnamn hedrar Marshall McDonald (1835-1895), en amerikansk ichthyolog vid US Fisheries Department.